# Orchesia maculata
Orchesia maculata is een keversoort uit de familie zwamspartelkevers (Melandryidae). De wetenschappelijke naam van de soort werd in 1856 gepubliceerd door Étienne Mulsant & Godart.